# Zrinka Cvitešić

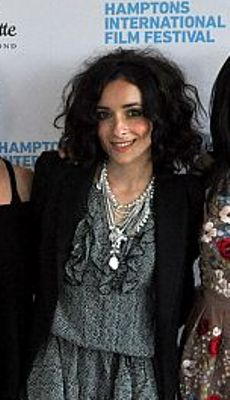
Zrinka Cvitešić

Zrinka Cvitešić (* 18. Juli 1979 in Karlovac) ist eine kroatische Schauspielerin.

## Leben
Zrinka Cvitešić erhielt als Schülerin eine Ausbildung als Tänzerin und Sängerin. Nach dem Abitur absolvierte sie eine Schauspielausbildung an der Akademie für darstellende Künste in Zagreb und wurde anschließend Ensemblemitglied des Kroatischen Nationaltheaters in Zagreb. Ihre erste Filmrolle erhielt sie 2000 in einem kroatischen Fernsehspiel. Eine erste Hauptrolle spielte sie 2003 in Branko Ivandas Konjanik. 2004 hatte sie einen Kurzauftritt in der internationalen Fernsehproduktion Lady Musketier – Alle für Eine mit Gérard Depardieu, Michael York und Nastassja Kinski.
2005 erhielt sie für ihre Hauptrolle in Was ist ein Mann ohne Schnäuzer? (Što je muškarac bez brkova?) den Darstellerpreis auf dem Sarajevo Film Festival. 2010 erhielt sie auf der Berlinale 2010 eine Auszeichnung als „Shooting Star“; zugleich spielte sie die Hauptrolle in dem Wettbewerbsfilm Zwischen uns das Paradies von Jasmila Žbanić, was ihr eine Nominierung für den Europäischen Filmpreis einbrachte.
2012 spielte sie die Hauptrolle in dem Debütfilm der deutschen Regisseurin Michaela Kezele Die Brücke am Ibar (internationaler Titel: My Beautiful Country), der am 3. Juli 2012 auf dem Filmfest München uraufgeführt wurde. Für ihre darstellerische Leistung wurde sie mit dem Friedenspreis des Deutschen Films – Die Brücke 2012 ausgezeichnet.
Neben ihrer schauspielerischen Tätigkeit trat sie 2006 in der kroatischen Version der Fernsehshow Let’s Dance auf und gewann den Wettbewerb.